# كلايد لين
كلايد لين (بالإنجليزية: Clyde Lynn)‏ هو سائق سباق أمريكي، ولد في 3 مارس 1936، وتوفي في 1 نوفمبر 1996.